# Kamienica Rosenblata w Warszawie
Kamienica Rosenblata – zabytkowa kamienica znajdująca się przy al. „Solidarności” 145, w dzielnicy Wola w Warszawie.

## Opis
Kamienica powstała przed II wojną światową. Jej przedwojenny adres to ul. Leszno 73. 
W latach 1940–1942 budynek znajdował się w getcie warszawskim. Przetrwał działania wojenne, w tym powstanie warszawskie. 
Do marca 2014 roku w podwórzu kamienicy znajdowała się kapliczka z okresu II wojny światowej, której mieszkańcy przypisywali cudowne ocalenie kamienicy. Została przekazana do zbiorów Muzeum Powstania Warszawskiego jako eksponat ilustrujący życie religijne w czasie powstania warszawskiego.
Kamienica jest wpisana do gminnej ewidencji zabytków (ID WOL20167 dla budynku i WOL35243 dla posesji) a od 2019 roku do rejestru zabytków.